# Kálmán Mikszáth
Kálmán Mikszáth de Kiscsoltó (Szklabonya (Mikszáthfalva desde 1910[cita requerida]), 16 de enero de 1847 - Budapest, 28 de mayo de 1910) fue un escritor noble húngaro, redactor y diputado. 

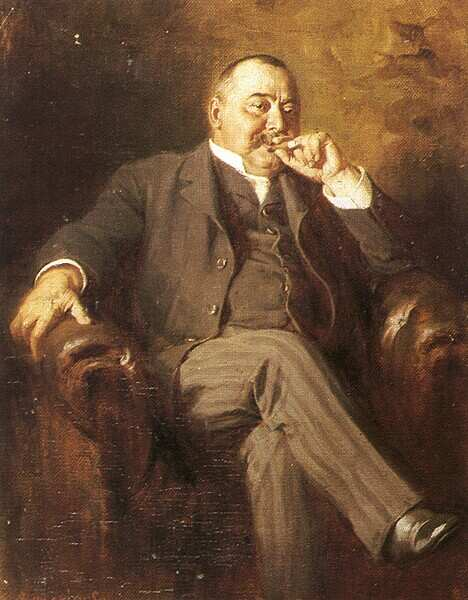
Kálmán Mikszáth.

## Infancia y juventud
Nacido en una familia noble, en Szklabonya, provincia de Nógrád, hoy en territorio eslovaco. Sus antepasados eran pastores luteraros de la alta Hungría. Según la tradición familiar estudiaban teología en Wittenberg, Halle y Jena y como institutrices entraban al servicio de familias nobles, completando su servicio en las provincias de Gömör, Nógrád y Sáros. El hilo pastoral se rompe con su abuelo, quien rompiendo con la tradición familiar fue tabernero del terrateniente de Nagykürtös. El padre de Mikszáth, János Mikszáth también nace ahí, pero junto con sus padres se munda a Ebeck, donde se convierte en arrendatario carnicero y tabernero del señor de Ebeck. Toma por esposa a la noble local Máría Veress de Farad. Tienen tres hijos – Mária, Kálmán, Gyula – Mária fallece a los 17 años a causa de una pulmonía súbitamente contraída, mientras su hermano menor Gyula se queda huérfano a los 13. La familia probablemente tras 1843 pudo haberse mudado a Szklabonyára, donde su padre primero alquila la taberna y carnicería de la villa, y más tarde, en la segunda mitad de los años 1860 ya podía leerse la notación ’’dueño’’ en los certificados del hijo. Su tierra es estimada en 100 yugadas, y da fe del bienestar de la familia el hecho que tenían dos criados a su servicio, un pastor y una sirvienta.
Cursa la mayor parte de sus estudios en Rimaszombat, entre 1857 y 1863 sin embargo finaliza los dos últimos cursos en Selmecbánya, de donde en 1868 llega a Pest, donde continua estudios de derecho, pero no se diploma.
Con el término de sus estudios regresa a la provincia de Nógrad, donde en 1871 en el juzgado de Mátyás Mauks en Balassagyarmat se emplea como magistrado jurado. Aquí tiene ocasión de estudiar directamente a los señores de la provincia. En 1872 se hace pasante de abogado, y también experimenta con el periodismo: varios periódicos de la capital publican sus artículos, entre otros Igazmondó, Szabad Egyház, Fővárosi Lapok y Jankó Borsszem.
El 13 de julio de 1873 toma por esposa a la hija de Mátyás Mauks, Ilona Máriá Mauks. Ese mismo año fallecen sus progenitores, y junto con su mujer se muda a la capital, donde sobreviven a duras penas.
Mikszáth quiere divorciarse de su esposa, pero ante su negativa de esta se ve obligado a mentirle diciéndole que ama a otra.

Tras eso, él también se retira a su pueblo natal, Szklabonya, donde sin embargo su madre había alquilado/arrendado sus tierras, de manera que no puede vivir de ellas. Se presenta a las oposiciones provinciales de 1874 como subnotario, sin éxito, por lo que regresa a Pest y empieza a ocuparse más seriamente con la literatura.

## Carrera
Su carrera como escritor arranca difícilmente, ya que su estilo, su originalidad se apartan de las habituales normas de la época, por ello los redactores simplemente extraen muchas partes de sus obras. En 1874 aparece su primera obra independiente en dos tomos, Elbeszélések”, pero pasó desapercibido. Trabajó unos años en varios diarios, pero amargado por su fracaso en 1878 se va a Szeged y se coloca en Szegedi Napló como periodista. Allí cosecha sus primeros éxitos como escritor.
En 1881 regresa a Budapest, donde trabaja como ayudante de redactor en Ország-Világ. Por este tiempo la redacción de “Budapesti Hírlap” se segrega de Pesti Hírlap, adonde Mikszáth llega dada la escasez de personal de éste. Al principio dirige algunas secciones secundarias, pero apenas medio año después se hace querer tanto con sus esbozos entre los lectores del diario, que junto con Mór Jókai se convierte en uno de los autores y humoristas más querido. No firma la mayor parte de sus artículos, para el resto usa a menudo Scarron, así como otros muchos más pseudónimos.
Elegido miembro de la compañía Petőfi en 1881 y de Kisfaludy el 8 de febrero de 1882, el 3 de mayo de 1889 pasa a ser corresponsal de la Academia de Ciencias de Hungría.
Al éxito literario pronto le suceden los personales y políticos: En 1882 vuelve a pedir la mano de su exesposa, Ilona Mauks, y el 31 de diciembre de ese mismo año se casan de nuevo. Del matrimonio nacen tres hijos: Kálmán, Albert y János. Desde 1887 hasta el fin de sus días es diputado, primero con el mandato de la transilvana Illyefalva, después Fogaras y finalmente Máramarossziget.
En 1897 experimenta con la edición de su propio periódico, el efímero „Országos Hírlap”. Desde 1903 trabaja en Az Újság como principal colaborador. Por la compilación de 1907 de sus trabajos, es premiado por la Academia de Ciencias de Hungría. En 1909 tras la celebración del cuadragésimo aniversario de su carrera de escritor, viaja a Máramarossziget, de donde regresa ya gravemente enfermo y varios días después muere. No alcanzó a ver la aparición en forma de libro de su último trabajo, A fekete város en 1911.

## Principales obras

### En castellano
- El paraguas de San Pedro,  Calpe 1922 Colección Babel  y Aguilar, 1951
- Gente de rumbo y el caftán del sultán, Espasa-Calpe 1922
- Antología de humoristas húngaros contemporáneos de Al monigote de papel 1945 los cuentos : El campesino de la guadaña, La deuda de Ana Bede y Los dientes de Albertito
- Cuentos Húngaros , recopilados por Antonio Villeti. Hispano Americana 1948, el cuento La mosca verde
- El asedio de Beszterce, Nadir Ediciones, Valencia, 2011, traducción de Éva Cserháti y Antonio Manuel Fuentes Gaviño

### En húngaro
- A batyus zsidó lánya, 1871
- Ami a lelket megmérgezi, 1871
- A lutri, 1872
- Nibelungok harca, 1873
- Elbeszélések, 1874
- Pecsovics világ, 1874
- A vármegye rókája, 1877
- Még újabb fény- és árnyképek, 1878
- Falunk véneinek édes visszaemlékezése, 1879
- A tót atyafiak, 1881
- A jó palócok, 1882
- Nemzetes uraimék, 1882-83
- Az apró dzsentri és a nép, 1884
- Nemzetes uraimék, 1884
- A két koldudiák, 1885
- A lohinai fű, 1885
- A tisztelt ház, 1886
- A beszélő köntös, 1889
- Kísértet Lublón, 1892-93
- Az eladó birtok, 1893
- Beszterce ostroma, 1894
- Szent Péter esernyője, 1895[1]
- Prakovszky, a süket kovács, 1897
- Gavallérok, 1897
- Új Zrínyiász, 1898
- Különös házasság, 1900
- Szelistyei asszonyok, 1901
- Sipsirica, 1902
- Akli Miklós, 1903
- A vén gazember, 1906
- Noszty fiú esete Tóth Marival, 1906-07
- A fekete város, 1908-10

## Eponimia
El asteroide (303648) Mikszath fue nombrado así en su honor.